# Álgebra homológica
El álgebra homológica es un campo de las matemáticas que estudia la homología en un marco algebraico general. Es una disciplina relativamente joven, cuyos orígenes pueden remontarse a investigaciones en topología combinatoria (un precursor de la topología algebraica) y en álgebra abstracta (teoría de módulos y sizigia) de fines del siglo XIX, lideradas por Henri Poincaré y David Hilbert. 
En general se hace coincidir la fundación de esta disciplina con la aparición de Homological Algebra de Henri Cartan y Samuel Eilenberg (1956), hoy convertida en una obra clásica. Más tarde, Alexander Grothendieck realizó un aporte relevante que generaliza el planteamiento de Cartan y Eilenberg aplicándolo a las categorías abelianas. De este modo, el desarrollo ulterior del álgebra homológica está estrechamente relacionado con la emergencia de la teoría de categorías.

## Complejos de cadena y homología
La noción de cadena compleja es central en el álgebra homológica. Un complejo en cadena abstracto es una sucesión {\displaystyle (C_{\bullet },d_{\bullet })} de grupo abelianos y homomorfismo de grupos,
con la propiedad de que la composición de dos mapas consecutivos es cero:
{\displaystyle C_{\bullet }:\cdots \longrightarrow C_{n+1}{\stackrel {d_{n+1}}{\longrightarrow }}C_{n}{\stackrel {d_{n}}{\longrightarrow }}C_{n-1}{\stackrel {d_{n-1}}{\longrightarrow }}\cdots ,\quad d_{n}\circ d_{n+1}=0.}
Los elementos de Cn se denominan n-cadenas y los homomorfismos dn se denominan mapas de límites o diferenciales. Los grupos en cadena Cn pueden estar dotados de estructura adicional; por ejemplo, pueden ser espacio vectorials o módulos sobre un anillo R fijo. Los diferenciales deben preservar la estructura extra si existe; por ejemplo, deben ser mapa lineals u homomorfismos de módulos R. Por conveniencia notacional, restrinja la atención a los grupos abelianos (más correctamente, a la categoría Ab de los grupos abelianos); un célebre teorema de incrustación de Mitchell implica que los resultados se generalizarán a cualquier categoría abeliana. Cada cadena compleja define otras dos sucesións de grupos abelianos, los ciclos Zn = Ker d n y los límites Bn = Im d' 'n+1, donde Ker d e Im d denotan el kernel y la imagen de d. Dado que la composición de dos mapas de límites consecutivos es cero, estos grupos están incrustados entre sí como
{\displaystyle B_{n}\subseteq Z_{n}\subseteq C_{n}.}

Los Subgrupos de los grupos abelianos son automáticamente normales; por lo tanto, podemos definir el nth 'grupo de homología Hn(C) como el grupo de factores de los ciclos n por los límites n,
{\displaystyle H_{n}(C)=Z_{n}/B_{n}=\operatorname {Ker} \,d_{n}/\operatorname {Im} \,d_{n+1}.}
Un complejo de cadenas se denomina acíclico o sucesión exacta si todos sus grupos de homología son cero.
Los complejos de cadenas surgen en abundancia en álgebra (álgebra abstracta) y topología algebraica (topología algebraica). Por ejemplo, si X es un espacio topológico entonces la cadena singular es Cn(X) son combinaciones linealess formales de mapa continuos del estándar n-simplex a X; si K es un complejo simplicial entonces la cadena simplicial es Cn(K ) son combinaciones lineales formales de los n-simples de K; si A = F/R es una presentación de un grupo abeliano A por generadores y relaciones, donde F es un grupo abeliano libre generado por los generadores y R es el subgrupo de relaciones, entonces dejando que C1(A ) = R, C0(A) = F, y Cn(A) = 0 para todos los demás n define una sucesión de grupos abelianos. En todos estos casos, existen diferenciales naturales dn que hacen de Cn una cadena compleja, cuya la homología refleja la estructura del espacio topológico X, el complejo simplicial K o el grupo abeliano A. En el caso de espacios topológicos, llegamos a la noción de homología singular, que juega un papel fundamental en la investigación de las propiedades de tales espacios, por ejemplo, variedades.
A nivel filosófico, el álgebra homológica nos enseña que ciertos complejos en cadena asociados con objetos algebraicos o geométricos (espacios topológicos, complejos simpliciales, módulos R) contienen mucha información algebraica valiosa sobre ellos, siendo la homología solo la parte más fácilmente disponible. A nivel técnico, el álgebra homológica proporciona las herramientas para manipular complejos y extraer esta información. Aquí hay dos ilustraciones generales.
- Dos objetos X e Y están conectados por un mapa f entre ellos. El álgebra homológica estudia la relación, inducida por el mapa f, entre cadenas complejas asociadas a X e Y y su homología. Esto se generaliza al caso de varios objetos y mapas que los conectan. Expresado en el lenguaje de la teoría de categorías, el álgebra homológica estudia las propiedades funcionales de varias construcciones de cadenas complejas y de la homología de estos complejos.
- Un objeto X admite múltiples descripciones (por ejemplo, como un espacio topológico y como un complejo simplicial) o el complejo {\displaystyle C_{\bullet }(X)} se construye usando alguna 'presentación' de  X, que implica elecciones no canónicas. Es importante conocer el efecto del cambio en la descripción de X en los complejos de cadena asociados con X. Típicamente, el complejo y su homología {\displaystyle H_{\bullet }(C)} son funcionales con respecto a la presentación; y la homología (aunque no el complejo en sí) es en realidad independiente de la presentación elegida, por lo que es un invariante de X.

## Herramientas estándar

### Sucesiones exactas
En el contexto de la teoría de grupos, una sucesión
{\displaystyle G_{0}\;{\xrightarrow {f_{1}}}\;G_{1}\;{\xrightarrow {f_{2}}}\;G_{2}\;{\xrightarrow {f_{3}}}\;\cdots \;{\xrightarrow {f_{n}}}\;G_{n}}
def grupos y homomorfismo de grupos es denominada exacta si la imagen de cada homomorfismo es igual al kernel de lo siguiente:
{\displaystyle \mathrm {im} (f_{k})=\mathrm {ker} (f_{k+1}).\!}
Es de notar que la sequence de grupos y homomorfismos puede ser finita o infinita.
Se puede realizar una definición similar para algunas otros tipo de estructuras algebraicas.  Por ejemplo, uno podría tener una sucesión exacta de espacios vectoriales y mapas lineales, o de módulos y homomorfismo de módulo. De manera más general, la noción de una Sucesión exacta tiene sentido en cualquier categoría con kernels y cokernels

#### Sucesión exacta corta
El tipo más común de sucesión exacata es la Sucesión exacta corta. Esta es una sucesión exacta del tipo
{\displaystyle A\;{\overset {f}{\hookrightarrow }}\;B\;{\overset {g}{\twoheadrightarrow }}\;C}
donde ƒ es un monomorfismo y g es un epimorfismo.  En este caso, A es un subobjeto de B, y el cociente correspondiente es isomórfico con C:
{\displaystyle C\cong B/f(A).}
(where  f(A) = im(f)).
Una sucesión exacta corta de grupos abelianos puede ser escrita como una sucesión exacta con cinco términos:
{\displaystyle 0\;{\xrightarrow {}}\;A\;{\xrightarrow {f}}\;B\;{\xrightarrow {g}}\;C\;{\xrightarrow {}}\;0}
donde 0 representa el objeto nulo, como por ejemplo el grupo trivial o un espacio vectorial de dimensión cero.  La ubicación de los 0's fuerza a que ƒ sea un monomorfismo y g sea un epimorfismo.

#### Sucesión exacta larga
Una sucesión exacta larga es una sucesión exacta indexada por los número naturales.

### El lema de los cinco
Considérese el siguiente diagrama conmutativo en cualquier categoría abeliana (como por ejemplo la categoría de los grupos abelianos o la categoría de los espacios vectoriales en un dado campo) o en una categoría de grupos.
El lema de los cinco establece que, si las filas son exactas, m y p son isomorfismos, l es un epimorfismo, y q es un monomorfismo, entonces n también es un isomorfismo.

### El lema de la serpiente
Sea una categoría abeliana (como por ejemplo la categoría de los grupos abelianos o la categoría de los espacios vectoriales en un determinado campo), y se considera un diagrama conmutativo:
donde las filas son sucesiones exactas y 0 es el objeto nulo.
Entonces existe una sucesión exacta que relaciona los kernels y cokernels de a, b, y c:
{\displaystyle \ker a\to \ker b\to \ker c{\overset {d}{\to }}\operatorname {coker} a\to \operatorname {coker} b\to \operatorname {coker} c}
Más aún, si el morfismo f es un monomorfismo, entonces también lo esel morfismo ker a → ker b, y si g' es un epimorfismo, entonces también lo es coker b → coker c.

### Categorías abelianas
En matemáticas, una categoría abeliana es una categoría en la que se pueden añadir morfismoss y objetos y en la que kernels y cokernels existen y tienen propiedades deseables. El ejemplo prototipo motivador de una categoría abeliana es la categoría de grupos abelianos, Ab. La teoría se originó en un intento de unificar varias teorías de cohomología (teoría de cohomología) por Alexander Grothendieck. Las categorías abelianas son categorías muy estables, por ejemplo son regulares y satisfacen el lema serpiente. La clase de categorías abelianas se cierra bajo varias construcciones categóricas, por ejemplo, la categoría de cadena compleja es de una categoría abeliana, o la categoría de funtores de una pequeña categoría a una categoría abeliana también es abeliana. Estas propiedades de estabilidad las hacen inevitables en álgebra homológica y más allá; la teoría tiene aplicaciones importantes en geometría algebraica, cohomología y teoría de categorías pura. Las categorías abelianas llevan el nombre de Niels Henrik Abel.
En formas más concreta, una categoría es abeliana si
- tiene un objeto nulo,
- tiene todos los productos binarios y coproductos binarios, y
- tiene todos los kernels y cokernels.
- todos los monomorfismos y epimorfismos son normales.

### El functor Ext
Sea R un anillo y sea ModR la categoría de módulos en R. Sea B un ModR y si se define T(B) = HomR(A,B), para un A en ModR. Este es el functor exacto izquierdo y entonces tiene functores derivados por derecha RnT. El functor Ext se define como 
{\displaystyle \operatorname {Ext} _{R}^{n}(A,B)=(R^{n}T)(B).}
Lo cual puede ser calculado tomando cualquier resolución injectiva
{\displaystyle 0\rightarrow B\rightarrow I^{0}\rightarrow I^{1}\rightarrow \cdots ,}
y calculando
{\displaystyle 0\rightarrow \operatorname {Hom} _{R}(A,I^{0})\rightarrow \operatorname {Hom} _{R}(A,I^{1})\rightarrow \cdots .}
Entonces (RnT)(B) es la homología de este complejo. MNotar que HomR(A,B) es excluido del complejo.
Una definición alternativa se obtiene utilizando el functor G(A)=HomR(A,B). Para un módulo fijo B, este es un  contravariante functor exacto izquierda, y por lo tanto se tienen functores derivados por derecha  RnG, y se puede definir
{\displaystyle \operatorname {Ext} _{R}^{n}(A,B)=(R^{n}G)(A).}
Este se puede calcular eligiendo cualquier resolución proyectiva
{\displaystyle \dots \rightarrow P^{1}\rightarrow P^{0}\rightarrow A\rightarrow 0,}
y procedu<iendo de manera dual mediante el cálculo de
{\displaystyle 0\rightarrow \operatorname {Hom} _{R}(P^{0},B)\rightarrow \operatorname {Hom} _{R}(P^{1},B)\rightarrow \cdots .}
Entonces (RnG)(A) es la homología de este complejo. Nuevamente observar que HomR(A,B) es excluido.
Estas dos construcciones proveen resultados isomórficos, por lo que ambas pueden ser utilizadas para calcular el functor Ext.

## Funtorialidad
Un mapa continuo de espacios topológicos da lugar a un homomorfismo entre sus grupos de homología para todo n. Este hecho básico de la topología algebraica encuentra una explicación natural a través de ciertas propiedades de los complejos en cadena. Dado que es muy común estudiar varios espacios topológicos simultáneamente, en el álgebra homológica uno se ve abocado a la consideración simultánea de múltiples complejos en cadena.
Un morfismo entre dos complejos en cadena, {\displaystyle F:C_{\bullet }aD_{\bullet },} es una familia de homomorfismos de grupos abelianos {\displaystyle F_{n}:C_{n}\to D_{n}} que conmutan con las diferenciales, en el sentido de que {\displaystyle F_{n-1}\circ d_{n}^{C}=d_{n}^{D}\circ F_{n}} para todo n. Un morfismo de complejos en cadena induce un morfismo {\displaystyle H_{\bullet }(F)} de sus grupos de homología, consistente en los homomorfismos {\displaystyle H_{n}(F):H_{n}(C)\to H_{n}(D)} para todo n. Un morfismo F se llama un cuasi-isomorfismo si induce un isomorfismo en la homología n para todo n.
Muchas construcciones de complejos en cadena que surgen en álgebra y geometría, incluyendo la homología singular, tienen la siguiente propiedad de functoridad: si dos objetos X e Y están conectados por un mapa f, entonces los complejos en cadena asociados están conectados por un morfismo {\displaystyle F=C(f):C_{\bullet }(X)\to C_{\bullet }(Y),} y además, la composición {\displaystyle g\circ f} de los mapas f:  X ↛ Y y <nbsp;Y ↛ Z induce el morfismo {\displaystyle C(g\circ f):C_{\bullet }(X)\to C_{\bullet }(Z)} que coincide con la composición {\displaystyle C(g)\circ C(f).} Se deduce que los grupos de homología {\displaystyle H_{\bullet }(C)} son también functoriales, de modo que los morfismos entre objetos algebraicos o topológicos dan lugar a mapas compatibles entre su homología.
La siguiente definición surge de una situación típica en álgebra y topología. Un triple formado por tres complejos de cadena {\displaystyle L_{b}ullet,M_{\bullet },N_{\bullet }} y dos morfismos entre ellos, {\displaystyle f:L_{\bullet }\to M_{\bullet },g:M_{\bullet }\to N_{\bullet },} se llama un triple exacto, o una secuencia exacta corta de complejos, y se escribe como
{\displaystyle 0\longrightarrow L_{\bullet }{\overset {f}{\longrightarrow }}M_{\bullet }{\overset {g}{\longrightarrow }}N_{\bullet }\longrightarrow 0,}
si para cualquier n, la secuencia
{\displaystyle 0\longrightarrow L_{n}{\overset {f_{n}}{\longrightarrow }}M_{n}{\overset {g_{n}}{\longrightarrow }}N_{n}\longrightarrow 0}